# Якимівка (Лозівський район)
Яки́мівка (в минулому — Юрково) — село в Україні, у Близнюківській селищній громаді Лозівського району Харківської області.
До 2020 орган місцевого самоврядування — Надеждинська сільська рада.
Населення становить 122 осіб.

## Географія
Село Якимівка знаходиться на правому березі річки Бритай біля Бритайського водосховища.
За 1 км на північ знаходиться курган Могила-Майдан.

## Історія
Село засноване в 1850 році.
Станом на 1886 рік у селі, центрі Якимівської волості Павлоградського повіту Катеринославської губернії, мешкало 345 осіб, налічувалось 55 дворів, існували православна церква, школа, лавка. За 15 верст — лавка. За 10 верст — залізнична станція Надеждине.
12 червня 2020 року, відповідно до Розпорядження Кабінету Міністрів України № 725-р «Про визначення адміністративних центрів та затвердження територій територіальних громад Харківської області», увійшло до складу Близнюківської селищної громади.
19 липня 2020 року, в результаті адміністративно-територіальної реформи та ліквідації Близнюківського району, увійшло до складу Лозівського району Харківської області.

## Економіка
- В селі є молочно-товарна ферма.